# John Humphreys Storer
John Humphreys Storer (* 28. September 1859 in Milton, Massachusetts; † 25. Dezember 1935 in Waltham, Massachusetts) war ein US-amerikanischer Rechtsanwalt, Projektentwickler, Immobilienfachmann und Philanthrop.

## Leben und Wirken
John Humphreys Storer wurde am 28. September 1859 als Sohn des Arztes, Abtreibungsgegners und Numismatikers Horatio Robinson Storer und dessen Ehefrau Emily Elvira Storer (geborene Gilmore) in der Stadt Milton im US-Bundesstaat Massachusetts geboren. Er entstammt einer bekannten und angesehenen Familie; einer seiner Onkel war der Chemiker Francis Humphreys Storer, sein Großvater war der Mediziner und Zoologe David Humphreys Storer. Weitere namhafte Vorfahren John Humphreys Storers sind unter anderem die Politiker bzw. Diplomaten Bellamy Storer senior und junior, sowie Clement Storer. Als erste Vorfahrin in Amerika und in diesem Sinne Stammmutter wird eine Augustine Storer, die im Jahre 1629 von Lincolnshire in England nach Boston, Massachusetts, ausgewandert war, angeführt. Seine Schulausbildung erhielt John Humphreys Storer an privaten Schulen in Boston sowie an der St. Mark’s School in Southborough, einem Bostoner Vorort. Darüber hinaus studierte er ein Jahr lang in Frankfurt am Main, sowie weitere drei Jahre in Italien, ehe er das Harvard College in seiner Heimat besuchte. Letztgenannte Bildungseinrichtung schloss er 1882 mit dem Bachelor of Arts ab. Während seiner Studienzeit galt er als ein aktiver und beliebter Student, der verschiedenen Tätigkeiten nachging. So führte er diverse Studentenorganisationen als Leiter an, war Redakteur des Harvard Crimson, sowie Direktor seiner Klasse bei der Harvard Cooperative Society. Des Weiteren besuchte Humphreys Storer die Harvard Law School, die er im Jahre 1885 mit dem Bachelor of Laws abschloss, ehe er noch im gleichen Jahr als Anwalt in Boston zugelassen wurde. Im gleichen Jahr heiratete er am 18. November Edith Lyman Paine (1863–1924), die Tochter des Anwalts und Philanthropen Robert Treat Paine. Mit dieser hatte er die Kinder Emily Lyman (1886–1975), John Humphreys junior (1888–1976), Edith (1890–1974), Robert Treat Paine (1893–1962), Theodore Lyman (1895–1978), Lydia Lyman (1899–1991).
Nach einiger Zeit als Anwalt änderten sich jedoch seine Interessen, woraufhin er seine Tätigkeit als Anwalt niederlegte und sich auf Tätigkeiten in einigen Stiftungen der der Familie bzw. im Immobilienbereich konzentrierte. Im 1910 erschienenen Volume 14 von The National Cyclopaedia of American Biography werden über 40 Konzerne und Stiftungen erwähnt, bei denen Humphreys Storer zeitgleich als Direktor bzw. Treuhänder tätig war. In weiteren 23 Unternehmen war er zu diesem Zeitpunkt als Schatzmeister eingetragen. In einem anlässlich seines Todes erschienen Nachruft wird erwähnt, dass er einst zeitgleich Direktor bzw. Handlungsbevollmächtigter von über 50 Gesellschaften gewesen sein soll. Des Weiteren fungierte er als Direktor der Episcopal City Mission an der Bostoner Tremont Street, sowie als Direktor der New England Watch and Ward Society, der Workingmen’s Building Association und der Workingmen’s Loan Association. Außerdem war er Treuhänder des von Charles Sprague Smith gegründeten People’s Institute und des Wells Memorial Institute for Workingmen, sowie Treuhänder und Sekretär der Robert Treat Paine Association und Senior Warden der Christ Church in Waltham, Massachusetts. Auch war er Mitglied des der Massachusetts Automobile Association und American Automobile Association, sowie Mitglied von Somerset, Union, Boston Athletic, Harvard, City, Boston City, Exchange, Essex County Country, Manchester Yachst, Oakley Country und diversen republikanischen Klubs aus Boston und der lokalen Universität, sowie von New York Athletic, City History und den Harmon Country Clubs of New York. Weiters gehörte er der Harvard Law Association, der Bostonian Society, der Boston Chamber of Commerce, der Boston Merchants Association und der Society of Colonial Wars an.
Am 25. Dezember 1935 starb 76-jährig in seinem Haus in der Stadt Waltham, einem westlichen Vorort von Boston. Die letzten Winter vor seinem Ableben verbrachte er zumeist in Washington, D.C., wo er Wohltätigkeitsarbeit, insbesondere im American Red Cross National Headquarters für das Amerikanische Rote Kreuz, leistete. Bei genannter Organisation gehörte er als Mitglied zum National Board of Incorporators. Er wurde sowohl von seiner Ehefrau, als auch von den sechs gemeinsamen Kindern überlebt. Er wurde am Mount Auburn Cemetery begraben.